# Шмид, Зиги
Зигфрид «Зиги» Шмид (нем. Siegfried «Sigi» Schmid; 20 марта 1953, Тюбинген, ФРГ — 25 декабря 2018, Лос-Анджелес, Калифорния) — немецкий и американский футбольный тренер.
Двукратный обладатель Кубка MLS (2002, 2008), пятикратный обладатель Открытого кубка США (2001, 2009, 2010, 2011, 2014), обладатель Кубка чемпионов КОНКАКАФ (2000). Член Национального футбольного зала славы (с 2015 года).

## Биография
Родился 20 марта 1953 года в Тюбингене, ФРГ. Переехал с семьёй в США в 1956 году. В 1962 году семья переехала в Торранс, штат Калифорния.
В 1976 году Шмид окончил Калифорнийский университет в Лос-Анджелесе со степенью бакалавра в области экономики. Позже заработал степень магистра делового администрирования в Университете Южной Калифорнии.

## Карьера игрока
С 1972 по 1975 год играл на позиции полузащитника за команду Калифорнийского университета в Лос-Анджелесе, в котором проходил обучение.

## Карьера тренера
Карьеру тренера начал в Калифорнийском университете в Лос-Анджелесе. С 1976 по 1980 год работал ассистентом главного тренера мужской команды.

### UCLA Bruins
Летом 1980 года стал главным тренером мужской команды UCLA Bruins. Занимал эту должность до конца 1998 года. Три раза приводил команду к чемпионству среди колледжей: в 1985-м, 1990-м и 1997-м годах. Сам Шмид был признан тренером года по версии NCAA (1997).

### США (до 20)
Тренировал сборную США (до 20 лет) на молодёжном чемпионате мира 1999. Американцы попали в группу E, вместе с командами Японии, Камеруна и Англии. Сборная США заняла 2-е место и вышла в плей-офф. В 1/8 финала проиграли сборной Испании и покинули турнир.

### «Лос-Анджелес Гэлакси»
В апреле 1999 года стал главным тренером «Лос-Анджелес Гэлакси», выступающего в MLS. В сезоне 1999 клуб стал победителем Западной конференции. В финале чемпионата проиграли «Ди Си Юнайтед» со счётом 0:2. Шмид был признан тренером года в MLS. В MLS 2000 дошли до полуфинала, в котором уступили «Канзас-Сити Уизардс». В этом сезоне «Гэлакси» впервые в своей истории выиграл Кубок чемпионов КОНКАКАФ. В MLS 2001 выиграли Западную конференцию. В финале чемпионата проиграли «Сан-Хосе Эртквейкс» со счётом 1:2. Также в этом сезоне впервые в своей истории выиграли Открытый кубок США. В MLS 2002 выиграли Западную конференцию. Получили награду MLS Supporters’ Shield. В финале чемпионата победили «Нью-Инглэнд Революшн» со счётом 1:0 и, впервые в истории, стали обладателями Кубка MLS. В MLS 2003 дошли до полуфинала конференции, в котором уступили «Сан-Хосе Эртквейкс». 16 августа 2004 года покинул свой пост.

### США (до 20)
Летом 2004 года во второй раз в карьере возглавил сборную США (до 20 лет). Работал с командой на молодёжном чемпионате мира 2005. Американцы попали в группу D, вместе с Аргентиной, Германией и Египтом. Заняли 1-е место и вышли в плей-офф. В 1/8 финала проиграли Италии и покинули турнир.

### «Коламбус Крю»
В октябре 2005 года стал главным тренером «Коламбус Крю». В MLS 2006 клуб занял последнее, 12-е, место в регулярном чемпионате. В MLS 2007 клуб занял 9-е место из 13-ти в регулярном чемпионате. В MLS 2008 выиграли Восточную конференцию. Получили награду MLS Supporters’ Shield. В финальном матче чемпионата победили «Нью-Йорк Ред Буллз» со счётом 3:1 и, впервые в истории, стали обладателями Кубка MLS. Шмид был признан тренером года в MLS.

### «Сиэтл Саундерс»
В декабре 2008 года стал главным тренером «Сиэтл Саундерс». В MLS 2009 клуб занял 3-е место в Западной конференции (4-е место в общей таблице) и вышел в плей-офф. В полуфинале конференции уступили «Хьюстон Динамо». В этом сезоне клуб, впервые в своей истории, выиграл Открытый кубок США. В MLS 2010 заняли 4-е место в Западной конференции (6-е место в общей таблице) и вышли в плей-офф. В полуфинале конференции уступили «Лос-Анджелес Гэлакси». Выиграли Открытый кубок США. В MLS 2011 заняли 2-е место в Западной конференции (2-е место в общей таблице) и вышли в плей-офф. В полуфинале конференции усупили «Реал Солт-Лейк». Выиграли Открытый кубок США. В MLS 2012 заняли 3-е место в Западной конференции (7-е место в общей таблице) и вышли в плей-офф. В финале конференции уступили «Лос-Анджелес Гэлакси». В MLS 2013 заняли 4-е место в Западной конференции (6-е место в общей таблице) и вышли в плей-офф. В полуфинале конференции уступили «Портленд Тимберс». В MLS 2014 выиграли Западную конференцию. Получили награду MLS Supporters’ Shield. В финале конференции уступили «Лос-Анджелес Гэлакси». Выиграли Открытый кубок США. В MLS 2015 заняли 4-е место в Западной конференции (6-е место в общей таблице) и вышли в плей-офф. В полуфинале конференции уступили «Далласу». 26 июля 2016 года покинул свой пост.

### Возвращение в «Лос-Анджелес Гэлакси»
27 июля 2017 года Шмид был назначен на пост главного тренера «Лос-Анджелес Гэлакси» вместо уволенного Кёрта Оналфо. Срок действия контракта — до конца сезона 2018. В сезоне 2017 клуб занял 11-е место в Западной конференции.

## Смерть
Имел проблемы с весом и сердцем. 10 декабря 2018 года был госпитализирован и помещён в реанимацию. Планировалась пересадка сердца. Умер 25 декабря в возрасте 65 лет.

## Достижения

### В качестве тренера

#### Командные
UCLA Bruins
- Чемпион Первого дивизиона среди команд колледжей (Кубок колледжей) (3): 1985, 1990, 1997.

 Лос-Анджелес Гэлакси
- Обладатель Кубка MLS (1): 2002.
- Обладатель награды MLS Supporters’ Shield (1): 2002.
- Обладатель Открытого кубка США (1): 2001.
- Обладатель Кубка чемпионов КОНКАКАФ (1): 2000.

 Коламбус Крю
- Обладатель Кубка MLS (1): 2008.
- Обладатель награды MLS Supporters’ Shield (1): 2008.

 Сиэтл Саундерс
- Обладатель Открытого кубка США (4): 2009, 2010, 2011, 2014.
- Обладатель награды MLS Supporters’ Shield (1): 2014.

#### Индивидуальные
- Тренер года по версии NCAA (1): 1997.
- Тренер года в MLS (2): 1999, 2008.
- В 2015 году включён в Национальный футбольный зал славы[англ.][63].

## Семья
Был женат. Супругу зовут Валерия. У пары четверо детей: Эрик, Лейси, Курт и Кайл.